# Крупачка бањица
43° 14′ 33″ С; 22° 20′ 28″ И / 43.2425° С; 22.341111° И
Крупачка бањица је термоминерални лековити крашки извор у сливу реке Нишаве у Белопаланачкој котлини.

## Положај
Крупачка бањица се налази западно од села Крупца, ка Божином оку близу Крупачког врела званог „Модро око”, у општини Бела Паланка у Пиротском округу.

## Географске одлике
Крупачка бањица се налази непосредно испод сипара и вертикалних стена Рустичине, на самој ивици алувијалне равни реке Нишаве, на висини 1 — 1,5 m изнад нивоа реке, у разбијеним извориштима, на додиру дна котлине и кречњачког обода.
Извориште
Нема одређено извориште, које је разуђено, а вода избија из сипарског материјала на више места, тако да је изворишна зона дугачка скоро 50 m. Испод изворишта је образовано, велико, тресетиште које се пружа до обале реке.
Издашност извора је процењена на 10 – 15 l/s, а температуре воде се креће од 16,5 — 17,5 степени.
Након дестабилизацију нивоа воде, која је уследила после каптирања врела Модрог ока, једини извор за напајање тресаве је преостала Крупачка бањица.